# Haimbachia mlanjella
Haimbachia mlanjella là một loài bướm đêm trong họ Crambidae.